# 베스트웨스턴 포항호텔
라한호텔 포항(영어: LaHan Pohang Hotel)은 대한민국 경상북도 포항시 삼호로 265번길 1에 위치한 호텔이다.
2019년 1월 31일 베스트웨스턴과의 위탁 계약이 종료되었다.